# Neurotrofni moždani faktor
Neurotrofni moždani faktor (BDNF) je sekretorni protein koji je kod ljudi kodiran BDNF genom. BDNF je član neurotrofinske familije faktora rasta, koja je srodna sa kanoničkim „nervnim faktorima rasta“, NGF. Neurotrofinski faktori su prisutni u mozgu i u perifernom nervnom sistemu.

## Spoljašnje veze
- Cotman CW, Berchtold NC (28. 01. 2004). „BDNF and Alzheimer's Disease—What's the Connection?”. Alzforum: Live Discussions. Alzheimer Research Forum. Архивирано из оригинала 11. 10. 2008. г. Приступљено 21. 08. 2008.
- Patten-Hitt E (14. 06. 2001). „Brain-Derived Neurotrophic Factor (BDNF)”. Sciencexpress. The HDLighthouse, Huntingtons Disease: Information and Community. Архивирано из оригинала 25. 07. 2008. г. Приступљено 21. 08. 2008.
- Highfield R (18. 10. 2007). „Brain scans 'could reveal mental strength'”. Science. Telegraph.co.uk. Архивирано из оригинала 31. 05. 2008. г. Приступљено 21. 08. 2008. „Low BDNF activity promotes resilience”